# Сима, Раймон Ндонг
Раймон Ндонг Сима (фр. Raymond Ndong Sima; род. 23 января 1955) — габонский политический деятель, премьер-министр Габона с 7 сентября 2023 по 4 мая 2025 года, а также ранее был премьер-министром с 27 февраля 2012 по 24 января 2014 года.

## Биография
Родился в городе Оем, расположенном на севере Габона, учился во Франции. В правительстве Габона был министром сельского хозяйства, животноводства и рыболовства, отвечал за развитие сельских районов страны.
После парламентских выборов в декабре 2011 года, на которых правящая Габонская демократическая партия получила абсолютное большинство мест, премьер-министр Поль Бийоге Мба подал в отставку 13 февраля 2012 года. Президент Али Бонго назначил Ндонг Сима премьер-министром 27 февраля 2012 года. В Габоне это назначение было расценено как знаковое событие, так как пост премьер-министра всегда доставался представителям народа фанг из провинции Эстуарий. Хотя Ндонг Сима также относится к фангам, он происходит из провинции Волё-Нтем.
После своей отставки Ндонг Сима дважды баллотировался на пост президента против Бонго в 2016 и 2023 годах, но проиграл, каждый раз набирая менее 0,5% голосов. После военного переворота в Габоне в 2023 году был повторно назначен временным президентом Брисом Олиги на пост премьер-министра переходного правительства 7 сентября.